# Antonio Moore
Antonio „Tony“ Moore (* 17. Juli 1971) ist ein ehemaliger US-amerikanischer Footballspieler.

## Laufbahn
Der aus Bedford im US-Bundesstaat Ohio stammende Moore spielte American Football am Knoxville College in Tennessee.
Der 1,83 Meter messende Wide Receiver und Defensive Back nahm 1994 mit den Milwaukee Mustangs am Spielbetrieb der Arena Football League teil. Während seiner Profilaufbahn versuchte Moore bei den Green Bay Packers, New York Giants und Carolina Panthers den Sprung in die NFL, nahm an Trainingsveranstaltungen der Mannschaften teil, erhielt aber jeweils keinen Vertrag.
Ab 1995 spielte Moore, der den Spitznamen „Touchdown-Tony“ trug, in Deutschland für die Hamburg Blue Devils in der Football-Bundesliga und erreichte mit den Norddeutschen 1995 das Endspiel um die deutsche Meisterschaft. Dort trug ein Ballverlust Moores entscheidend zur Niederlage der Hamburger gegen die Düsseldorf Panther bei. Er spielte später für die Cologne Crocodiles (bis 2001 und ab 2003), die Assindia Cardinals (Saison 2002), die Cologne Falcons, die Stuttgart Scorpions und die Saarland Hurricanes.
In den Jahren 2005 und 2006 arbeitete Moore in der Geschäftsstelle der Cologne Centurions (NFL Europe), war dort für die Betreuung von Projekten und für Kommunikationsaufgaben zuständig.
Neben dem Football spielte Moore zeitweilig auch Basketball, nahm am Training des Bundesligisten RheinEnergie Köln teil und spielte für Bergheim sowie Capone Düsseldorf in der Regionalliga.
Er wurde Cheftrainer der niederländischen Football-Mannschaft Maastricht Wildcats. 2009 war er als Trainer bei den Cologne Crocodiles tätig, 2010 wechselte er als Spieler und Trainer zum Regionalliga-Verein Troisdorf Jets.
Er war 2014 im Trainerstab der Düsseldorf Panther für die Betreuung der Passempfänger und für die Quarterback-Position zuständig. Er arbeitete in Düsseldorf unter Cheftrainer Kirk Heidelberg, für den er in den 1990er Jahren in Hamburg gespielt hatte. Moore kehrte im Laufe der Saison 2014 in Düsseldorf aushilfsweise noch einmal als Spieler aufs Feld zurück.
In der 2017er Saison war er Cheftrainer der Cologne Falcons in der Regionalliga. 2018 wurde er unter Nationaltrainer Michael E. Williams bei der niederländischen Nationalmannschaft Mitglied des Trainerstabs und für die Betreuung der Position Defensive Back verantwortlich. Im November 2018 stieß er zum Stab der Munich Cowboys, wurde dort für die Koordinierung des Angriffsspiels zuständig. Im Sommer 2021 stieg er bei den Münchnern zum Cheftrainer auf.